# Anda (Insel)
Anda oder Anden ist eine kleine unbewohnte Insel in der Kommune Øksnes, damit Teil der Provinz (Fylke) Nordland und liegt in der Region Vesterålen im Norden Norwegens. Anda befindet sich etwa 5 Kilometer nördlich des Fischerdorfes Stø vor der Nordspitze der Hauptinsel Langøya und 14 Kilometer westlich der großen Insel Andøya. Die Insel erhebt sich steil und felsig aus dem Meer, die oberen Teile der Insel sind flach und grasbewachsen.

## Leuchtturm
An der höchsten Stelle in der Mitte der Insel steht der Leuchtturm Anda fyr, ein 16 Meter hoher weißer quadratischer Turm, der von 1931 bis 1932 erbaut wurde. Er sollte die große Lücke zwischen den damals bestehenden Leuchttürmen Andenes fyr in Andenes ganz im Norden und Litløy fyr auf der Insel Litløya ganz im Süden der Vesterålen schließen, welche ganze 65 Seemeilen (rund 120 Kilometer) auseinander lagen. Anda fyr liegt ungefähr auf halber Strecke zwischen diesen beiden Leuchtfeuern. Er war damals der letzte bemannte Leuchtturm, der in Norwegen gebaut wurde, und zugleich das erste Leuchtfeuer, welches von Anfang an mit Strom betrieben wurde. Die Stromversorgung vor Ort fand lange Jahre mit Dieselgeneratoren statt. Der letzte Leuchtturmwärter verließ die Insel 1987, als der Leuchtturm schließlich automatisiert wurde. Seit 1999 ist der Leuchtturm als Kulturdenkmal Norwegens gelistet und wurde 2009 restauriert.

## Naturschutzgebiet
Seit Dezember 2002 liegt die Insel Anda sowie das sie umgebende Seegebiet im Anda naturreservat, einem etwa 53 ha umfassenden Naturschutzgebiet. Von der geschützten Fläche liegen etwa 36 ha im Meer, die restlichen 17 ha sind Landfläche. Anda ist eine der wenigen Inseln Norwegens, die pelagisch lebenden Seevögeln Brutplätze bieten. So verfügt sie mit etwa 16.000 Brutpaaren über eine der größten Papageitaucherkolonien der Provinz Nordland. Auch Krähenscharben nisten hier in großer Zahl, daneben auch noch Dreizehenmöwen, Tordalken sowie einige Entenarten. Nach einem starken Rückgang von über 80 % der vormaligen Population von Dreizehenmöwen in der gesamten Provinz Nordland befindet sich heute die größte noch verbliebene Brutkolonie mit etwa 1000 Vogelpaaren auf Anda. Im Gegensatz zu den anderen bedeutenden Vogelfelsen Norwegens mit stark rückläufigen Populationen, beispielsweise der etwas weiter nördlich liegenden Insel Bleiksøya, ist die Anzahl der brütenden Vogelpaare auf Anda in den letzten Jahren relativ stabil geblieben.
Die umliegenden Gewässer bieten den Vögeln reiche Nahrungsvorkommen, etwa Sandaale aus den naheliegenden Fjorden oder auch mesopelagische Fische von der nahen Schelfkante. Seit 2013 ist Anda auch ein nach der Ramsar-Konvention geschütztes Gebiet. Überfischung der umliegenden Gewässer sowie das Eindringen invasiver Arten wie beispielsweise des Amerikanischen Nerzes werden als mögliche Gefahren für das Schutzgebiet und den Bestand der hier lebenden Arten gesehen. Während der Hauptbrutzeit vom 15. April bis zum 31. Juli ist der Zugang zur Insel für den Tourismus untersagt. Anda ist jedoch als altes Eier- und Daunengebiet registriert und das Einsammeln der Eier einiger Möwenarten ist erlaubt, etwa der Silbermöwe, Mantelmöwe und Sturmmöwe.

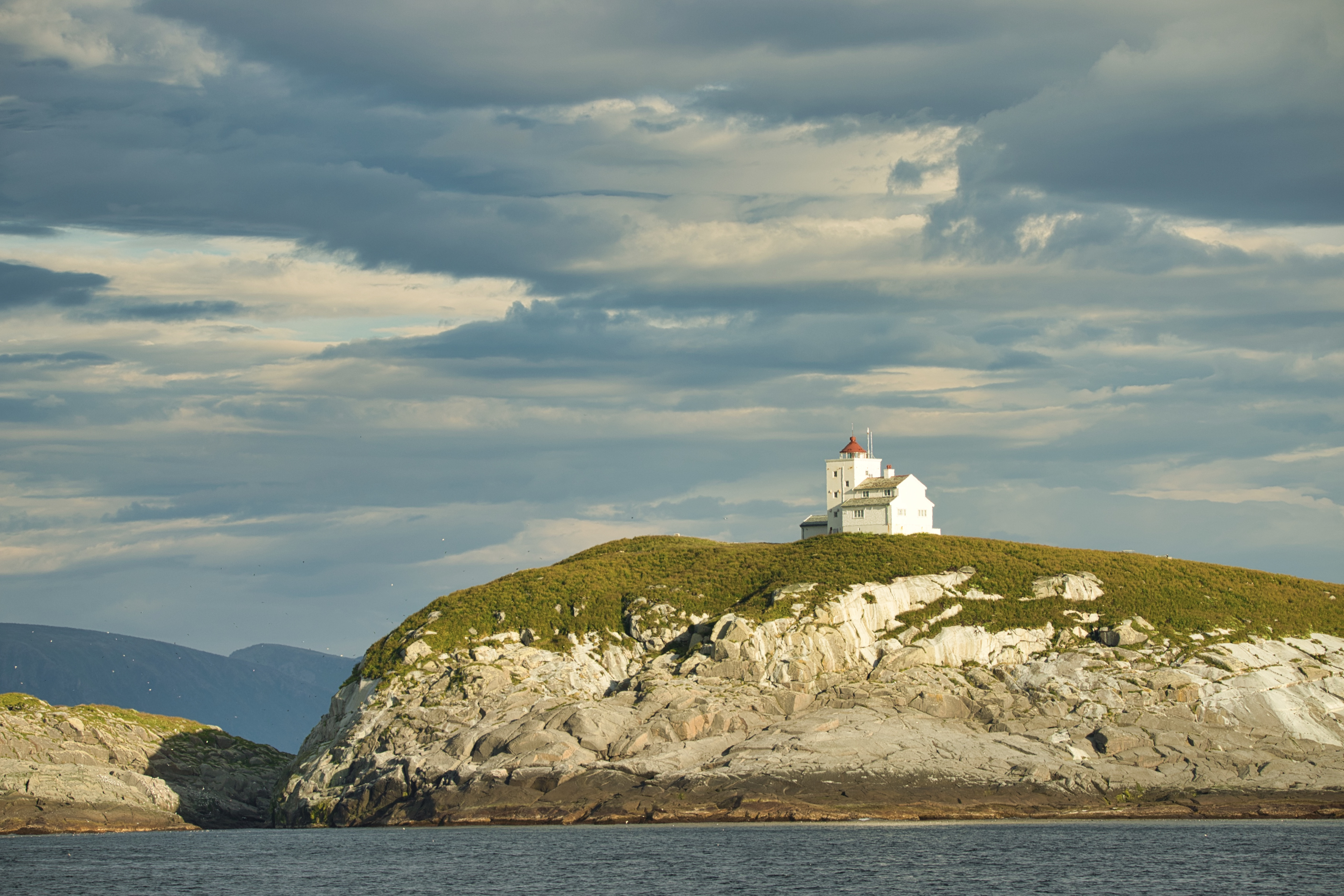
Anda fyr
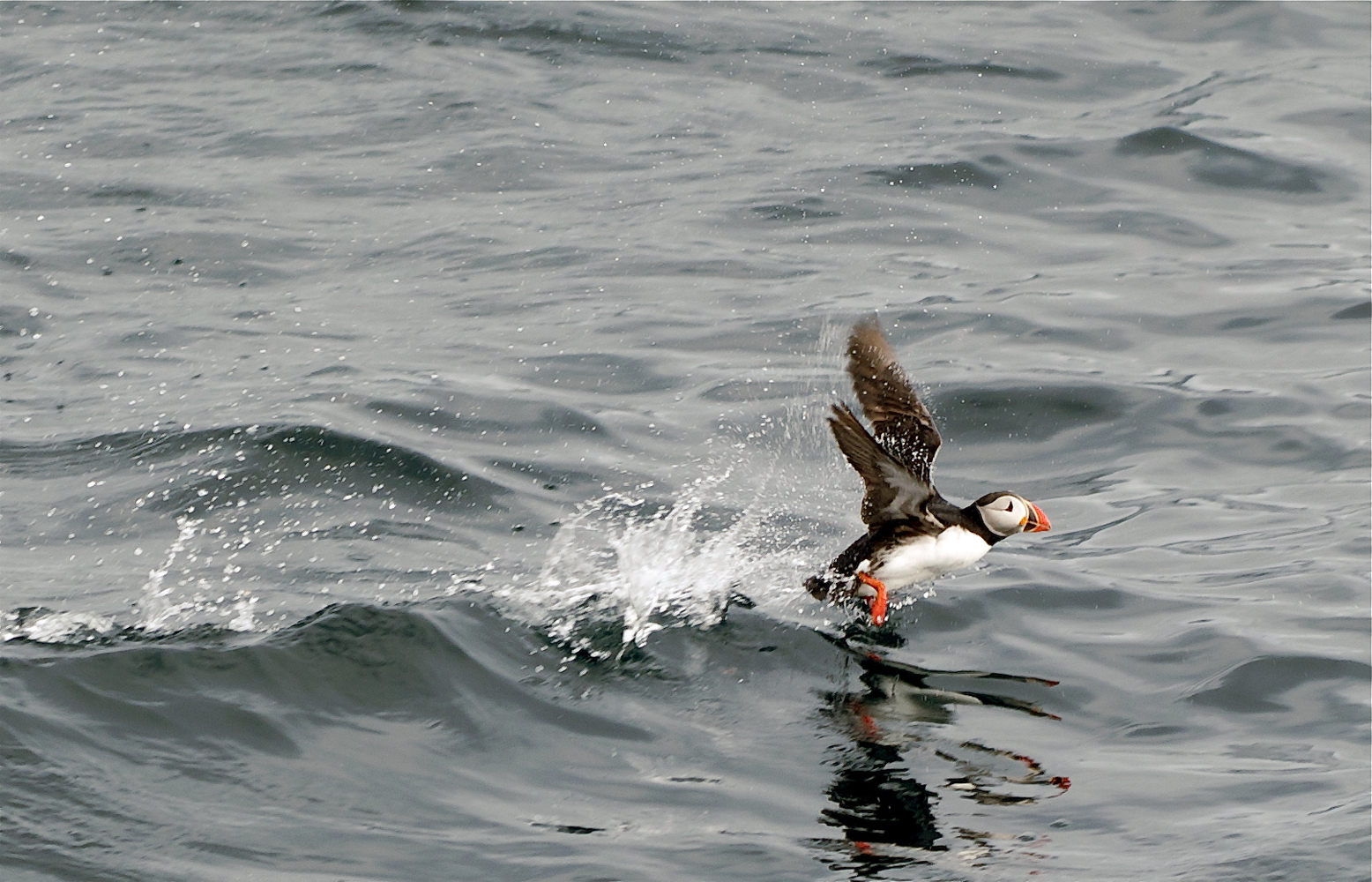
Papageitaucher